# Cycle de Rankine

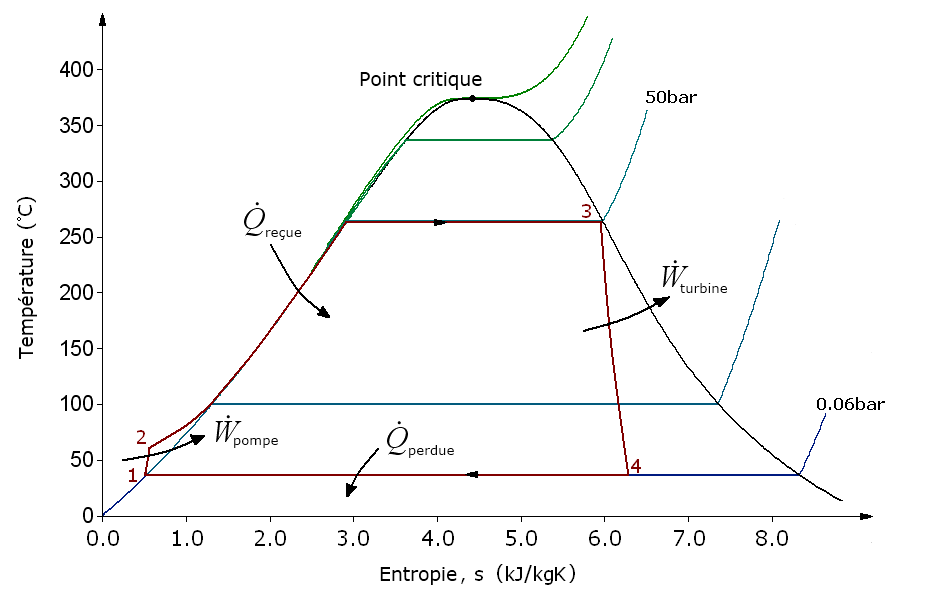
Diagramme entropique du cycle de Rankine avec l'eau comme fluide de travail

Le cycle de Rankine est un cycle thermodynamique endoréversible qui comprend deux isobares et deux adiabatiques.
C'est le cycle qui se rapproche le plus du cycle de Carnot. Il se distingue de ce dernier par la substitution de deux transformations isobares aux deux transformations isothermes, ce qui rend possible sa réalisation technique. 
Il fut inventé par William John Macquorn Rankine (1820-1872) qui lui donna son nom.

## Description
Le cycle de Rankine est un cycle endoréversible, c'est-à-dire que les seules irréversibilités proviennent des échanges, ici de chaleur, avec l'extérieur. Au contraire, les transformations dites fermées sont considérées comme réversibles.
Le cycle, parcouru dans le sens moteur, est composé des quatre transformations suivantes :
- 1→2 : compression adiabatique et réversible (isentropique) ;
- 2→3 : vaporisation isobare et irréversible ;
- 3→4 : détente adiabatique et réversible (isentropique) ;
- 4→1 : liquéfaction isobare et irréversible.

L'évaporation isobare du fluide peut être divisée en deux étapes successives : chauffe du liquide de façon isobare uniquement puis évaporation isobare et isotherme.

### Différence avec le cycle de Carnot
Le cycle de Carnot est un cycle idéal réversible qui, pour deux sources de chaleur données, est le plus efficace. En réalité, les phases de compression, de détente et de condensation sont trop délicates d'un point de vue technique. De plus, la notion de réversibilité des transferts de chaleur et de travail implique des surfaces d'échanges infiniment grandes et des transformations infiniment lentes qui ne sont pas réalisables en pratique. Le cycle de Rankine, physiquement réalisable, est le cycle thermodynamique qui se rapproche le plus du cycle de Carnot. 
Dans le cycle de Rankine, contrairement au cycle de Carnot, la condensation est totale. La compression qui suit nécessite un travail moindre car le fluide est sous forme liquide. Cette amélioration fait qu'une pompe, peu consommatrice d'énergie, peut être utilisée comme compresseur et que le travail utile produit est plus important que pour le cycle de Carnot. Néanmoins, le surplus de chaleur nécessaire pour évaporer le liquide fait que le rendement du cycle de Rankine reste inférieur à celui du cycle de Carnot.

## Variantes

### Cycle de Rankine organique
Des moteurs utilisant l'alcool ou l'éther (au lieu de l'eau) furent développés dès 1825/1826 par Thomas Hodward (et donc antérieurement aux travaux de Rankine). Vers 1850, Verdat Du Trembley construit un moteur en cascade vapeur d'eau/éther pour des bateaux remontant le Rhône et baptise ce procédé « à vapeur combinées ». Ce système équipa plusieurs navires pour la navigation fluviale ou maritime.
En 1883, Frank Ofeldt fut le premier à développer un moteur Rankine n'utilisant pas l'eau comme fluide de travail mais du naphta. Cette innovation permit de contourner la réglementation obligeant la détention d'une autorisation afin de pouvoir évaporer l'eau nécessaire aux machines à vapeur, le naphta n'étant pas sujet à réglementation.
Les fluides organiques comprennent les alcanes, les alcanes fluorés, les éthers et les éthers fluorés.
Par la suite, l'utilisation de fluides organiques pour le cycle de Rankine a continué à se développer et à faire l'objet d'études. Ses principaux avantages sont :
- la possibilité d'utiliser une source chaude possédant une température plus faible grâce à la température d’ébullition plus faible des fluides organiques ;
- la diminution de la vitesse de rotation du turbo-générateur, de la pression et de l'usure grâce à la masse molaire plus élevée des fluides organiques.

Ses applications se trouvent notamment dans la géothermie, la récupération de chaleur industrielle et la production d'électricité à partir de biomasse. Fin 2015, la capacité installée dans le monde et fonctionnant sur le principe de cette technologie représente environ 2.7 GW électrique.

### Cycle de Kalina
Le cycle de Kalina est une variante du cycle de Rankine et une marque déposée (The Kalina Cycle®) de la société Global Geothermal. Le cycle de Kalina fut inventé dans les années 1980 par un ingénieur russe, Alexander Kalina, qui lui donna son nom. Il développa la première centrale électrique basée sur cette technologie sous la tutelle du département de l'énergie des États-Unis entre 1991 et 1997 à Canoga Park en Californie. Cette centrale d'essai fut en activité durant 8 600 heures et était capable de fournir 6,5 MW.
L'originalité de ce cycle thermodynamique réside dans l'utilisation d'un mélange de deux fluides comme fluide de travail. À l'origine, ce mélange était composé d'eau et d'ammoniac. Par la suite, d'autres mélanges ont fait leur apparition.
Comparé au cycle de Rankine traditionnel, cette innovation résulte en une variation de la température lors des phases d'évaporation et de condensation du fluide auparavant isothermes. L'efficacité thermique du cycle s'en trouve ainsi améliorée car la température moyenne lors du gain de chaleur est plus élevée par rapport à celle d'un cycle de Rankine équivalent et la température moyenne lors de la perte de chaleur est plus basse. Le gain d'efficacité, par rapport au cycle de Rankine traditionnel, est estimé entre 10% et 50% en fonction de l'application. Plus la température de la source de chaleur est basse, plus le gain d'efficacité par rapport au cycle de Rankine est important.
Les centrales géothermiques situées à Húsavík en Islande, à Unterhaching et à Bruschal en Allemagne mais aussi à Quingshui à Taiwan utilisent le cycle de Kalina. On le retrouve aussi dans des applications de récupération de chaleur au Japon comme dans une aciérie de l'entreprise Sumitomo Metal, dans la raffinerie de Fuji Oil dans la baie de Tokyo ou encore dans un incinérateur de déchets de la ville de Fukuoka. Dans une moindre mesure, le cycle de Kalina fut utilisé lors de l'exposition universelle de 2010 à Shanghai pour produire 50 kW à partir d'une centrale solaire.

### Cycle de Hirn
Le cycle de Hirn se caractérise par une surchauffe en fin d'évaporation. Cette variante est le cycle qui se rapproche le plus du fonctionnement d'un cycle eau-vapeur d'une centrale thermique. En plus de fournir un gain d'efficacité, la surchauffe diminue l'humidité de la vapeur nuisible aux aubes de turbines.

## Applications industrielles
Le cycle de Rankine réel est celui de la plupart des machines thermiques dites à combustion externe actuellement utilisées : machines à vapeur et turbines à vapeur pour la propulsion de bateaux, de sous-marins, ou pour la production d'électricité dans le sens moteur, réfrigérateurs, climatiseurs et pompes à chaleur dans le sens inverse.